# 左东岭
左东岭（1956年6月12日—），男，汉族，河南许昌人，中国古代文学研究家，曾任首都师范大学文学院院长，第十一届、十二届全国政协委员。

## 经历
1977年恢复高考后，就读于平顶山师范学校附设中文大专班。1981年4月参加工作。1983年9月考入华中师范大学中文系中国古代文学专业，导师为黄清泉，1986年获硕士学位。1992年考入南开大学中文系攻读中国文学批评史专业博士学位，师从罗宗强教授，1995年获博士学位，同年进入首都师范大学中文系任教。毕业论文《李贽与晚明文学思想》曾获1999年首届全国优秀博士学位论文奖。

## 参政议政
2008年，当选第十一届全国政协委员，代表教育界，分入第四十二组，并担任文史和学习委员会委员。2013年，当选第十二届全国政协委员，并担任文史和学习委员会委员。曾表示“严控学者出国影响国际交流”。

## 出版物
- 《李贽与晚明文学思想》（天津人民出版社，1997年）
- 《王学与中晚明士人心态》（人民文学出版社，2000年）
- 《明代心学与诗学》（学苑出版社，2002年）
- 《中国诗歌通史·明代卷》（人民文学出版社，2012年）
- 《明代文学思想研究》（商务印书馆，2013年）
- 《中国文学思想史研究论集——左东岭学术论文集》（人民出版社，2018年）
- 《中国诗歌研究史》（人民文学出版社，2020年）